# Cambium libéro-ligneux

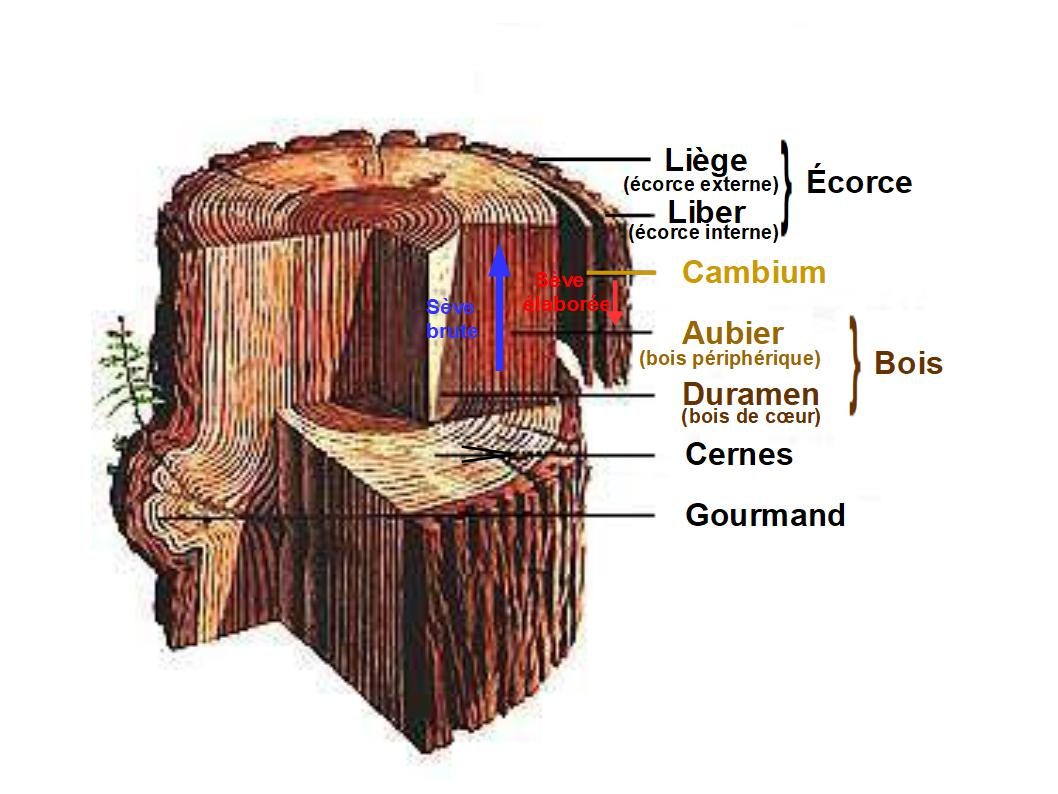
Sections du tronc d'un arbre.

Le cambium libéro-ligneux ou cambium cribro-vasculaire, est un méristème cortical qui différencie vers l'intérieur, le bois (ou xylème II), et vers l'extérieur, le liber (ou phloème II) à l'origine des faisceaux cribro-vasculaires. Il est une zone génératrice de matière en assurant la croissance secondaire (croissance en épaisseur) des tiges et racines des plantes ligneuses (arbres, arbustes et arbrisseaux).

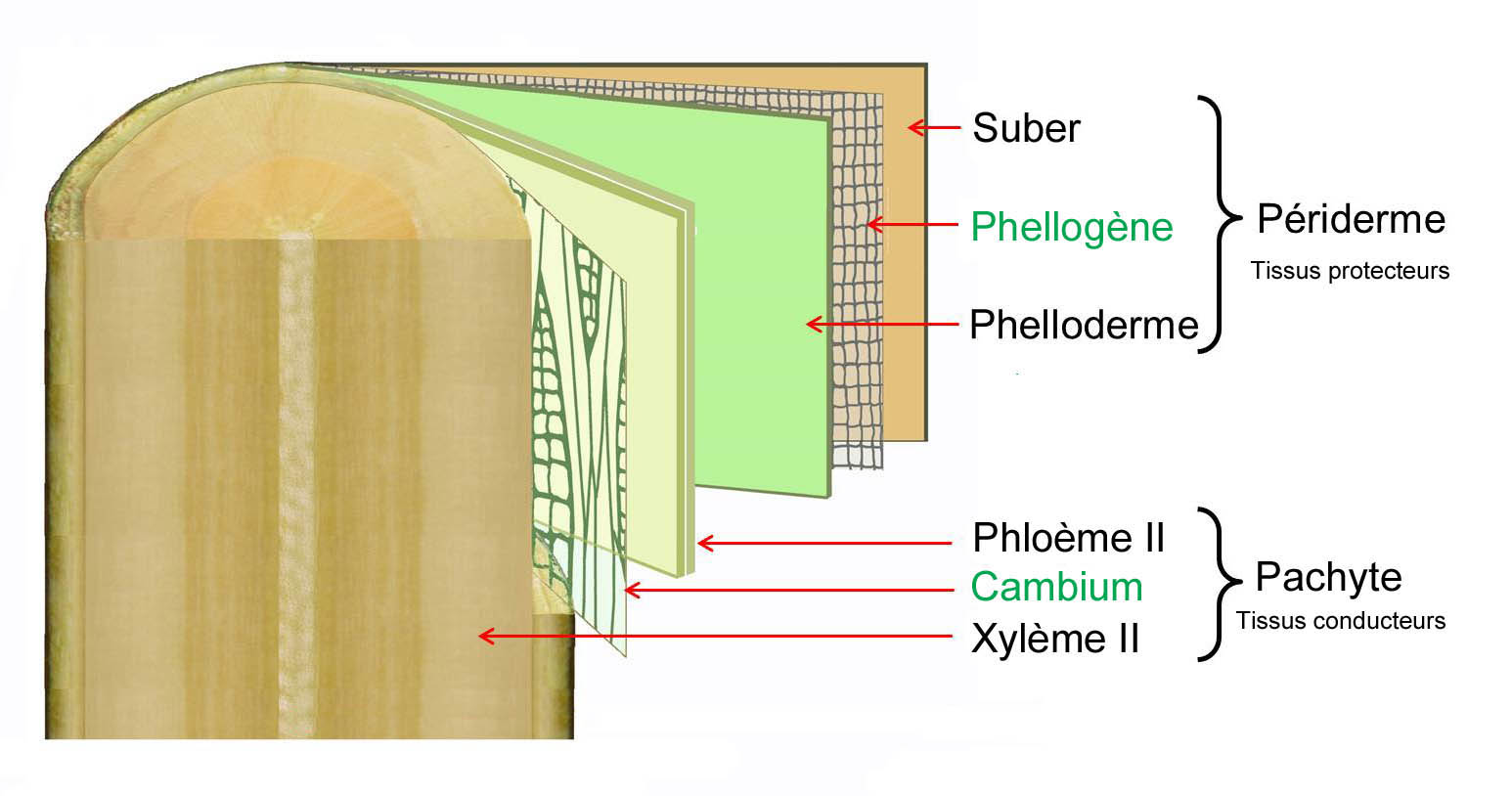
Tige de deux ans, les initiales des deux méristèmes ont été agrandies : X250

Un second méristème secondaire : l'assise  subéro-phellodermique  ou phellogène,  produit  le périderme, tissu protecteur, constitué du liège vers l'extérieur et  du phelloderme (peu abondant, parfois absent), vers l'intérieur. En français le phellogène n'est pas un cambium, terme de Nehemiah Grew,  réservé à la zone libéro-ligneuse.